# Креманка
Крема́нка — вид металлической, фарфоровой (керамической) или стеклянной посуды — полое или плоское керамическое изделие различной формы на ножке, предназначенное для подачи к столу конфет (фруктов, варенья, мороженого) и других десертных блюд. Вместимость — 1 порция. Бывает на высокой, средней и низкой ножке. Ёмкость 250—300 см3.
Изначально в дореволюционной России так называли широкие бокалы в форме чаши для французских игристых вин креман. Знатоки шампанского считают, что это самый неправильный способ подачи игристых вин: все драгоценные ароматы и вкусы мгновенно улетучиваются, а пузырьки — быстро заканчиваются. Из креманок с шампанским впоследствии стали строить пирамиды для развлечения на банкетах. Самая большая пирамида была составлена в 1990 году: она насчитывала 56 уровней из 30 856 бокалов-креманок.
По легенде, первую стеклянную креманку отлили в Севре по слепку груди королевы Марии-Антуанетты, любившей как шампанское, так и античное искусство с его изящными чашами в форме женской груди.